# 番付

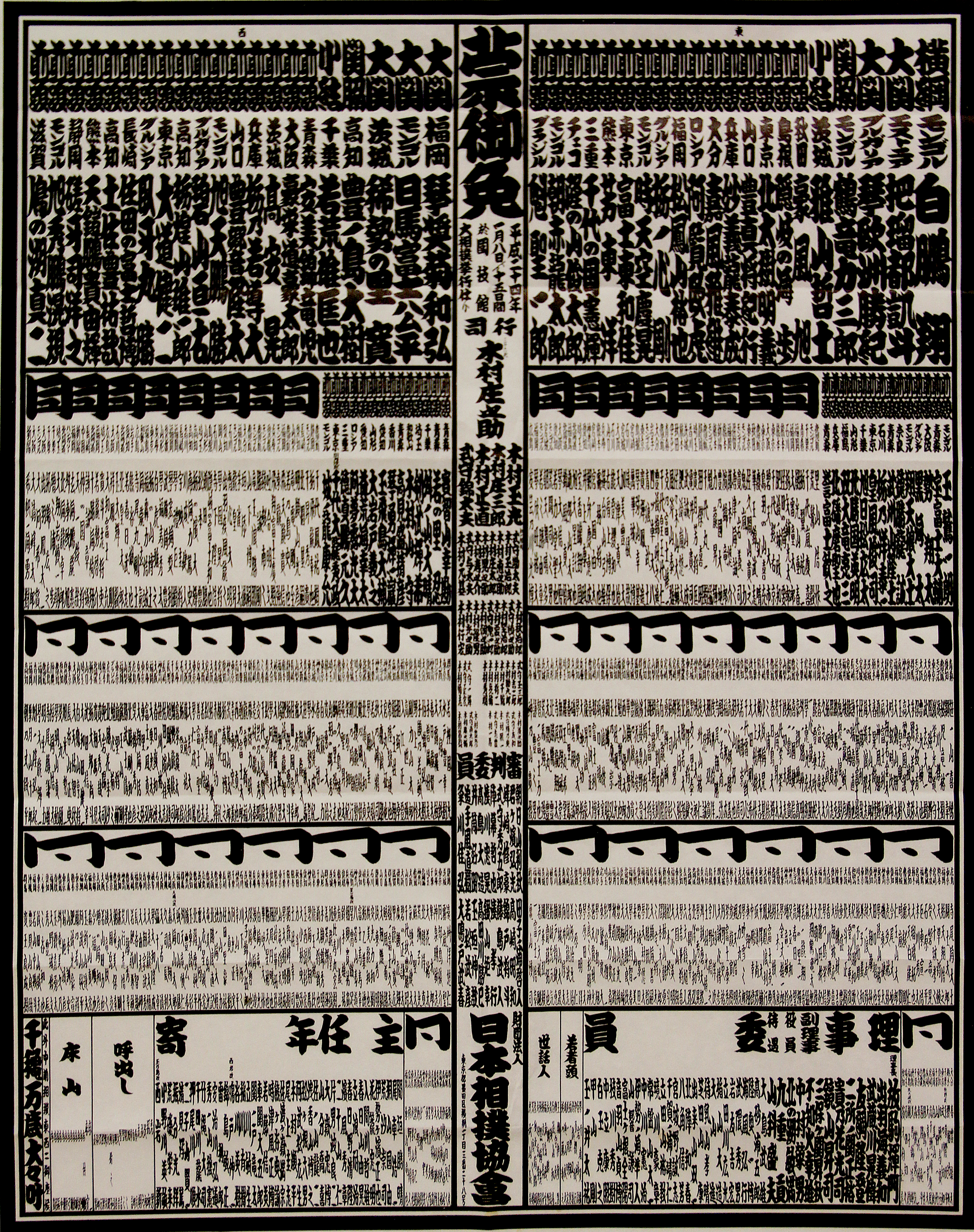
番付表（平成24年1月場所）

番付（ばんづけ、番附とも表記）は、大相撲における力士の順位。またそれを紙面に写した表。そのうち後者は番付表とも呼ぶ。
本記事では、順位そのものである番付と、それを紙面に写した番付表の両者についてそれぞれ説明する。

## 番付
大相撲に所属する力士は本場所の成績によって地位が序列づけられており、毎場所後に行われる番付編成会議で地位が上下する。

### 地位・定員
| 地位       | 地位   | 地位         | 地位         | 定員                 | 定員  |
| ---------- | ------ | ------------ | ------------ | -------------------- | ----- |
| 関取       | 幕内   | 横綱         | 横綱         | 不定（不在でもよい） | 42名  |
| 関取       | 幕内   | 三役         | 大関         | 不定（下限2名）      | 42名  |
| 関取       | 幕内   | 三役         | 関脇         | 不定（下限2名）      | 42名  |
| 関取       | 幕内   | 三役         | 小結         | 不定（下限2名）      | 42名  |
| 関取       | 幕内   | 前頭（平幕） | 前頭（平幕） | 不定                 | 42名  |
| 関取       | 十両   | 十両         | 十両         | 28名                 | 28名  |
| 力士養成員 | 幕下   | 幕下         | 幕下         | 120名                | 120名 |
| 力士養成員 | 三段目 | 三段目       | 三段目       | 160名                | 160名 |
| 力士養成員 | 序二段 | 序二段       | 序二段       | 不定                 | 不定  |
| 力士養成員 | 序ノ口 | 序ノ口       | 序ノ口       | 不定                 | 不定  |
| 力士養成員 | 番付外 | 番付外       | 番付外       | 不定                 | 不定  |

#### 番付の各地位の定員・人数の変遷
- 幕内・十両は1888年の十両創設以降、幕下・三段目は第二次世界大戦終戦以降を記す。
- 定員は付出・十両以下の張出・番付外を除く。また定員が定まっている中での例外的な変動等は省いている。
- はっきりした定員が定まっており、かつ以前と変わったところは太字で示す。

| 場所   | 幕内（横綱 - 前頭）                                                                                          | 十両 | 幕下                                                                                    | 三段目                                                                                        |
| ------ | --- | --- | --------------------------------------------------------------------------------------- | --------------------------------------------------------------------------------------------- |
| 1888.1 | 毎場所変動（28 - 49人、1907年までは40人以下）                                                                | 東西10枚20人 |                                                                                         |                                                                                               |
| 1912.1 | 毎場所変動（40 - 49人）                                                                                      | 東西15枚30人 |                                                                                         |                                                                                               |
| 1926.5 | 40人と42人の場所あり                                                                                         | 毎場所変動（20 - 25人）                                                                                               |                                                                                         |                                                                                               |
| 1929.5 | 40人 | 東西11枚22人 |                                                                                         |                                                                                               |
| 1932.2 | 毎場所変動（1932年2月、春秋園事件の影響で一旦20人に減少した後また増える。1941 - 1958年は大半の場所で50人台） | 毎場所変動（1932年2月は20人、1938 - 1951年は大半の場所で30 - 32人、その後漸次増加、1958年には史上最多の東西24枚48人） | 毎場所変動（終戦後しばらくは人数が少なく戦後最少は1949年1月の51人、その後漸次増加傾向） | 毎場所変動（終戦後しばらくは人数が少なく戦後最少は1948年5月・10月の43人、その後漸次増加傾向） |
| 1961.3 | （1960年7月より）41人                                                                                        | 東西18枚36人 | 毎場所変動（170台 - 190人）                                                             | 毎場所変動（最多は1961年11月の239人）                                                         |
| 1962.3 | 41人 | 東西18枚36人 | 毎場所変動（190人台前後）                                                               | 毎場所変動（190人台前後）                                                                     |
| 1964.1 | 40人 | 東西18枚36人 | 毎場所変動（190人台前後、最多は1966年1月場所の203人）                                   | 毎場所変動（190人台前後）                                                                     |
| 1967.5 | 34人 | 東西13枚26人 | 東西60枚120人                                                                           | 東西100枚200人（1970年3月より徐々に減らす）                                                   |
| 1970.9 | 34人 | 東西13枚26人 | 東西60枚120人                                                                           | 東西80枚160人                                                                                 |
| 1972.1 | 毎場所変動（35 - 37人）                                                                                      | 東西13枚26人 | 東西60枚120人                                                                           | 東西80枚160人                                                                                 |
| 1973.9 | 36人 | 東西13枚26人 | 東西60枚120人                                                                           | 東西80枚160人                                                                                 |
| 1976.5 | 36人 | 東西13枚26人 | 東西60枚120人                                                                           | 東西90枚180人                                                                                 |
| 1979.7 | 毎場所変動（35 - 38人）                                                                                      | 東西13枚26人 | 東西60枚120人                                                                           | 東西90枚180人                                                                                 |
| 1984.1 | 38人 | 東西13枚26人 | 東西60枚120人                                                                           | 東西100枚200人                                                                                |
| 1991.1 | 40人 | 東西13枚26人 | 東西60枚120人                                                                           | 東西100枚200人                                                                                |
| 2004.1 | 42人 | 東西14枚28人 | 東西60枚120人                                                                           | 東西100枚200人                                                                                |
| 2022.5 | 42人 | 東西14枚28人 | 東西60枚120人                                                                           | 東西90枚180人                                                                                 |
| 2025.1 | 42人 | 東西14枚28人 | 東西60枚120人                                                                           | 東西80枚160人                                                                                 |

- 序二段と序ノ口については現在のみならず過去も含め定員が定められたことはなく、これらの地位の人数は毎場所変動するため、上の表には示していないが、序二段と序ノ口の人数について特筆性のあることを以下に示す。
  - 序二段：終戦後しばらくは人数が少なく、戦後の最少人数は終戦後初の1945年11月場所における39人（東18枚・西21枚）である。その後漸次増加傾向となり、1990年代前半は新弟子が激増したために200枚を超えることもあり、史上最多枚数は1994年（平成6年）5月場所における210枚（計420人）であるが、それをピークに漸次減少傾向となった。平成以降の最少枚数は2014年（平成26年）3月場所における89枚（計178人）である。
  - 序ノ口：終戦直後は極端な新弟子不足で、1945年11月場所と1946年11月場所は序ノ口に力士が1人も在位していなかった。新弟子が激増した1990年代前期から中期にかけては東西70枚以上ある場所もあった。史上最多枚数は1992年5月場所における77枚（77枚目は東のみ・計153人）である。平成以降の最少枚数は2013年（平成25年）3月場所における14枚（14枚目は東のみ・計27人）である。

#### 地位の変遷
現行の地位の一覧は上述の通りであるが、現代にいたるまで、変遷がある。
- 江戸時代から1890年（明治23年）1月場所までの番付においては、役力士は大関・関脇・小結の「三役」を指しており、横綱は存在しなかった。これは、大関の中から特別に、注連縄を巻いての土俵入り（横綱土俵入り）を許されたものに対する称号であったためである。明治期になって、横綱の地位が確立すると、1890年（明治23年）5月場所から番付にも「横綱」と書かれるようになり、役力士の階級は三役に横綱を加えた四者になった。また、三役の内、大関は昇進の規定などで他の二者から隔絶しており、一方で関脇・小結は前頭と連続した地位であるため、関脇・小結を狭義の三役として扱うこともある。
- 元々、三役力士以外の力士は、前相撲を取る番付外の力士を除いて、全員の頭書が「前頭」であった。「前頭」とは、江戸相撲の「前相撲の頭」が語源であるためである。実際、現代の番付でも、役力士以外全員が「前頭」（もしくは"同"の文字）で表記されている。やがて、前頭の上下を分けて表現するものとして、番付の上から順番に「幕内または上段」（三役を含む）、「二段目」（後幕下）、「三段目」、「四段目」（後序二段）、「五段目」（後序ノ口）と表現するようになり、これらが新たに力士の地位そのものとして定着した。
- 十両は、明治時代の1888年（明治21年）1月場所、それまでの幕下の上位の力士を指す地位として新たに登場した。
- 序ノ口と番付外の間の番付下位の階級には、以下のようなものがあった。
  - 六段目...江戸相撲の初期の番付では、本中・相中・前相撲が掲載されていないが六段編成のものもあった。その段の頭書は「同」（「前頭」の扱い）となっているが、その形式の番付が発行されていた当時は、他の段と待遇差で区別される地位として確立していなかったと思われる。
  - 新序...1934年（昭和9年）5月場所から1960年（昭和35年）11月場所まで、序ノ口と前相撲の中間の階級として存在していた。現在では「新序」の語は階級ではなく、前相撲に出場して一定の成績を修め翌場所序ノ口で本割に出場する権利を得た力士の身分を示すために用いられる。
  - 本中...序ノ口と前相撲の中間にかつて存在した階級。江戸相撲の最初期、寛政期の一時期、及び天保9年（1838年）の番付には掲載されていた。1973年（昭和48年）廃止。
  - 相中（間中）...序ノ口と前相撲の中間にかつて存在した階級。これも江戸相撲の最初期、寛政期の一時期、及び天保9年の番付には掲載されていた。明治期に廃止。
    - 本中と相中は総称して中相撲と呼ばれ、本中の方が相中よりも上の地位であった。現代の番付にもその名残として「此外中前相撲東西ニ御座候」と書かれている。

### 番付編成
毎場所の番付は、協会の定める番付編成要領に従って定められる。
各場所の千秋楽から3日以内 に番付編成会議が招集され（番付編成要領第2条）、本場所の成績をもとに翌場所の番付を編成する。会議は審判部長が主宰し、副部長以下審判部員、副理事が出席し（番付編成要領第3条）、発言権はないが書記として行司も同席する（番付編成要領第4条）。
編成された番付はその場では発表されず、翌場所の直前に発表される。従来は初日の8日前の土曜日に発表していたが、1970年（昭和45年）からは、他のスポーツ行事が少ない月曜日なら新聞の扱いが大きくなることを考慮して、番付発表を本場所初日の13日前の月曜日発表に変更した。1月場所の番付発表は、年末年始の繁忙期に配慮して13日前よりも早まる。新番付は発表日まで極秘とされている（番付編成要領第11条）。
力士の地位やそれに伴う待遇は、原則翌場所の番付発表までは前場所の地位に応じたものとなる。例外として、横綱・大関に昇進する力士については番付編成会議終了後直ちに昇進伝達式を行い、該当力士はこの時点から横綱・大関としての待遇を受けるようになる（番付編成要領第11条）。また、十両昇進力士（新十両・再十両問わず）についても、本人の待遇が幕下以下と大きく変化することや化粧廻しの新調といった準備に配慮して、昇進の事実のみが公式に発表されるが（1971年（昭和46年）7月場所より施行）、これはあくまで「内示」であり、該当力士の扱いは番付発表まで幕下力士のままである。その他の昇進（新入幕・再入幕、新三役・返り三役、幕下以下の各地位の昇進等）は番付発表まで公式発表されず当然前場所の地位の扱いとなり、陥落についても、大関から関脇への陥落や序ノ口から番付外への陥落など事実上確定している場合も含めて番付発表まで前場所の地位としての待遇を受けられる。
新番付は発表日まで極秘とされているものの、朝日新聞相撲記者の抜井規泰はこれを「建前」であると述べており、報道関係者が事前に新番付を把握していることを示唆している。インターネットの普及した現代では発表時刻である午前6時を過ぎた直後から各社のサイト上に番付発表関連の記事が掲載され、特に共同通信社の運営する携帯電話サイト「スポーツアイランド」には全力士の番付が掲載されるなど、実際に「極秘」であるとすれば説明のつかない事態となっていることからもこうした状況がうかがえる。
番付は江戸時代から現代まで、基本的には場所ごとに編成され、特に明治以降は前場所の成績に基づいて編成される。ただし歴史的には、昭和初期の年4場所時代には東京場所とその直後の地方場所の2場所の成績の合計によって2場所ごとに番付編成するなどの例外的なことがあった（#番付に纏わるエピソード参照）。

### 番付の上下の目安
番付は基本的に勝ち越せば上がり、負け越せば下がる。番付編成要領第6条では、「力士の階級順位の昇降は、その本場所相撲の勝星により協議する。」とのみ定め、勝星数が番付編成に最も重要な要素であることは示されているが、勝星数に応じた具体的な基準は定めていない。番付編成方針について、おおむね以下の相場が慣例としてあるとされるが、各階級の定員や他の力士の成績との兼ね合いによって、前場所の成績から推測される相場と実際の新しい地位は上下することが往々にしてある。
こうした番付編成の状況を表す言葉を「番付は生き物」と言い、この言葉は全ての階級で適用されている。最終的には編成を所管する審判部の裁量に事実上委ねられており、力士自身は決定された番付に異を唱えることはできず、結果として力士にとって昇進・降格に際し多少の誤差や運・不運が含まれることはこの言葉で甘受すべきであると認識されている。
以下、各階級における平成 - 令和期における番付編成の傾向を示す。

#### 横綱 - 大関
- 横綱昇進について、横綱審議委員会（横審）の内規では、「品格、力量が抜群であること」と示されている。
- 審判部がある力士を横綱に昇進させたいと判断した場合、理事長は審判部長からの要請を受けて横審に当該力士の横綱推薦について諮問する。諮問を受けた横審は当該力士が横綱にふさわしいか、「品格」「力量」それぞれについて審査する。「力量」については「大関で2場所連続優勝」が原則とされ、これに準ずる成績の力士を昇進させることも可能である。「品格」については土俵上の振る舞いのみならず日常の生活態度までもが審査の対象である。横審からの答申を受けて理事長は臨時理事会を招集し、理事会において横綱昇進について決議し、正式に昇進の可否を決定するが、理事会で答申が覆された例はないので、横審の答申後に事実上決定することになる。
- 横綱が複数在位している場合の序列は東正位、西正位、東2番手（以前の張出に相当）、西2番手の順で、前場所の成績順に並べられる。新横綱は最下位の序列となる。
- 横綱の地位は引退まで保持され、大関以下に陥落することはない。

#### 大関 - 関脇以下
- 大関昇進についての目安は、平成中期以降は「直近3場所が三役（関脇・小結）で、その合計の白星数が33勝以上」というものが定着している。
- 審判部がある力士を大関に昇進させたいと判断した場合、審判部長は理事長に当該力士の大関昇進の可否を審議する臨時理事会の開催を要請するが、理事会で昇進が否決された例はないので、審判部長が臨時理事会の開催を要請した時点で事実上決定すると言われる。
- 大関が複数在位している場合の序列は東正位、西正位、東2番手、西2番手、東3番手、西3番手の順で、前場所の成績順に並べられる。新大関及び大関復帰者は最下位の序列となる。
- 大関で2場所連続負け越すと、関脇に陥落する。その際関脇の中では最下位に据えられるのが通例である。1場所負け越した直後の、ここでもう1場所負け越せば陥落する状況を角番と呼ぶ。大関陥落直後の関脇在位の場所で10勝以上を挙げると翌場所大関に復帰する。この場所に10勝未満であった場合は、大関復帰には上述の「3場所33勝」を再度達成する必要がある。

#### 関脇以下の関取（関脇・小結・前頭（平幕）・十両）
- 勝ち越し1点につき1枚上がり、負け越し1点につき1枚下がるが、ともに9点以上の場合は昇降幅が勝ち越し・負け越し点数より若干少なくなる傾向がある。
- 横綱・大関への昇進は上述の通り複数場所の成績で評価されるため、関脇 - 前頭上位は、勝ち越してはいるものの大関昇進の成績を満たしていない力士が滞留することが多く、勝ち越し点数通りの昇進となることは少ない。
- 関脇・小結については、在籍人数の上限は定められていないが、東西1人ずつの2人のみの場所が多く、横綱・大関に比べると同じ地位に3人以上の力士が在籍することは少ない。同じ関脇や小結の中での順位については、横綱や大関に準ずる。
- 1971年（昭和46年）5月場所までは、前頭5枚目以内の力士は成績に関わらず（たとえ全敗であったとしても）翌場所十両に陥落させないこととされ、また十両5枚目以内の力士も同様に翌場所幕下に陥落させないとする規定があったが、同年7月場所より施行の改正要領により5枚目以内であっても成績によっては陥落することもありうるよう改められた。

#### 力士養成員（幕下・三段目・序二段・序ノ口・番付外）
- 下位になるほど、勝ち越し・負け越し1点に対する昇降幅が大きくなる。幕下上位では勝ち越した場合の上昇幅は点数の2倍が目安であるのに対し、三段目や序二段では勝ち越し・負け越し1点に対する昇降幅が十倍ないし数十倍になる。幕下では勝ち越した場合の上昇幅比べて、負け越した場合の下降幅について、1点に対する番付変動の倍率が若干大きくなる傾向にあり、特に幕下上位になるほどその傾向が顕著になる。例えば幕下1桁（十両近く）だと6勝1敗は数枚しか上昇しないのに対し、1勝6敗は20枚前後下降する。
- 審判部の内規や過去の傾向から、以下のような状況では昇進が確実とされる。
  - 幕下15枚目以内で7戦全勝した力士は、優勝したか否かにかかわらず、優先的に十両昇進の対象となる内規がある。一方、幕下の16枚目以下で7戦全勝した力士は、翌場所の番付は幕下の15枚目以内とされる。
  - 東幕下筆頭で勝ち越した力士は、翌場所の十両昇進が確実とされる。
  - 三段目以下で7戦全勝した力士は、優勝したか否かにかかわらず、1つ上の段に昇進する。
- 序二段下位および序ノ口は、番付全体の中での下位部分であり、かつ場所によって人数が変動するため、変則的になる。
  - 序ノ口で勝ち越した力士は、ほぼ確実に序二段に昇進する。また、序二段の人数が増える場所（特に、3月場所で大量に入門した新弟子が初めて序ノ口に登場する5月場所）では、序ノ口で負け越した力士も序二段に昇格する。
  - 序ノ口から番付外への陥落は、全休力士のみが対象となる。そのため、序ノ口で負け越し続けても、一番さえ出場すれば（黒星だったとしても）序ノ口は維持される。
  - 番付外から序ノ口への昇進（出世）は、1番でも前相撲を取った力士（全休力士以外）が全員対象となる。その際、序ノ口で1勝でも勝星を上げた力士より上位になることはない。
- 幕下及び序ノ口で八番相撲を取った力士の場合、八番相撲での白星は番付編成に反映されるが、八番相撲での黒星は番付編成に反映されない（勝ち得・負け得）。

#### 力士の番付編成に関する補足事項
- 休場は負けと見なして番付が編成されるが、全休の場合は全敗より低い成績という扱いとなる。すなわち関脇以下の力士の場合、全休力士は全敗力士より下降幅が大きくなる[注 11]。
- 特殊な状況下においては、その当時の傾向から大きく外れた番付編成がなされることもある。昭和以降の実例としては、1932年の春秋園事件で大量の脱退者が出た影響で幕下から直接幕内に昇進した力士（出羽ノ花、瓊ノ浦）がいた例、1967年5月場所の関取の定員削減で前場所十両で勝ち越したにもかかわらず幕下に降下した力士（前田川、嵐山）がいた例、2011年の大相撲八百長問題で大量の引退者が出た影響で幕内下位・十両・幕下上位で負け越したにもかかわらず番付が上昇した力士（垣添など）がいた例などがそれである。

#### 行司・呼出・床山の番付編成
行司・呼出・床山の番付編成については、原則年1回で、毎年9月場所後の番付編成会議の理事会で決定され、翌年1月より適用される。三職いずれも基本的にはほぼ年功序列で昇格していくが、時には優秀な者が上位者を追い抜いたり、技量の劣る者が下位者に追い抜かれるあるいは留め置かれたり、更に場合によっては稀に降格される場合もある（行司#行司の番付編成に関する事項・呼出#呼出の番付編成に関する事項・床山#床山の番付編成に関する事項も参照）。行司に関してはいくつかの成績評価基準が設けられているが、その詳細は行司#採用・昇格・降格を参照のこと。

## 番付表

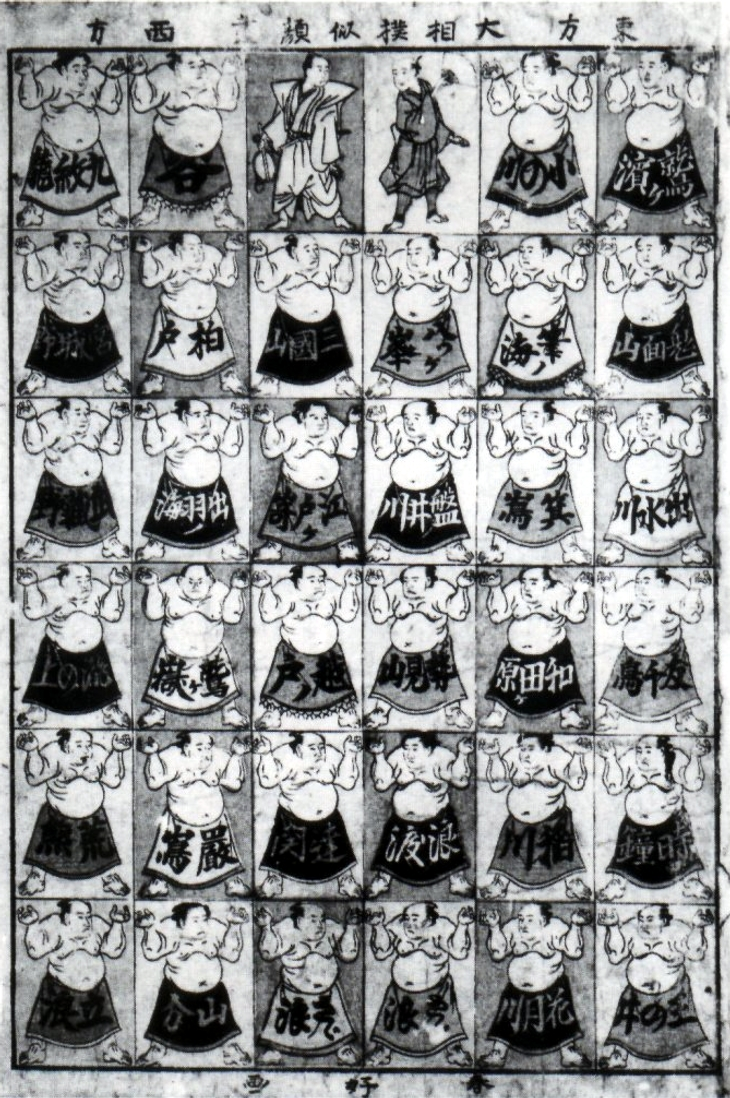
江戸時代の力士の似顔絵。谷風（4代横綱）や小野川（5代横綱）が記述されている。

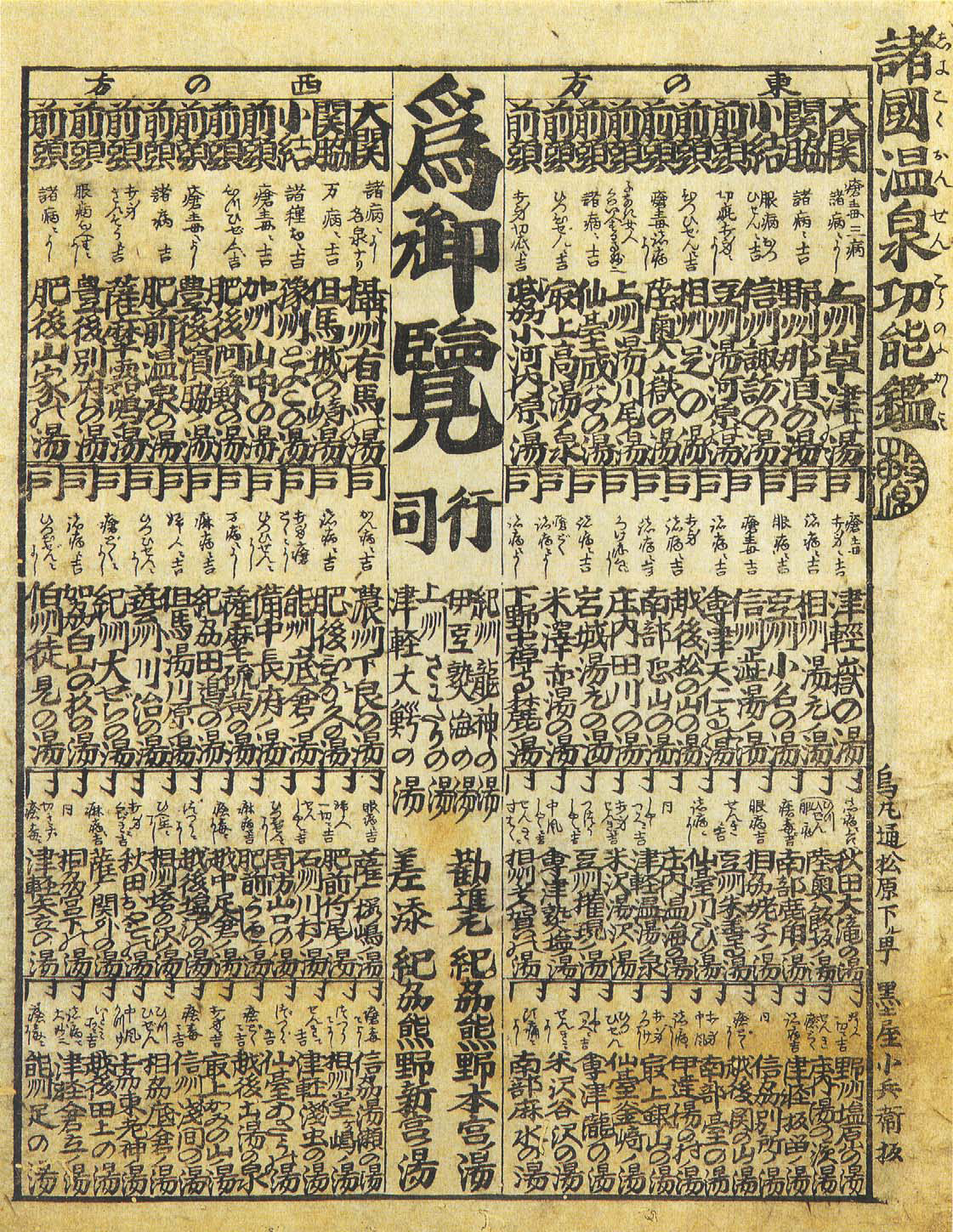
相撲の番付を模した、温泉のランキング（温泉番付）。

番付編成によって確定した序列を、独特の様式で記載したものを、番付表という。
番付表の特徴としては、全体を東西に分け、紙面上ではそれを左右に振り分け、ほぼ同格のものを対称の位置に並べるという表示形式があげられる。
番付表は相撲の本場所の会場で、1枚50円で販売されている。会場では1枚単位のほか、2枚セットで売られていたり、また過去の番付が異なる値段で売られていることもある。

### 由来
古くは興行の場所に「興行札」という木の掲示板を立て、興行日時と、出場力士の名前と序列を明らかにした。そのため、古番付は基本的に写本の形式で伝承されている。
その後、興行の規模が拡大し、広く告知する必要が生じたために、木版印刷の形式で番付を発行し、直接相撲場に行く前に、興行の概要を知ることができるようにした。木版印刷の方式になったのは享保年間（1716年 - 1735年）とされる。
現在でもこの流れを継いで、行司による毛筆書きを原版として印刷している。江戸の相撲では、現在宝暦年間（1755年頃）以来の印刷された番付が確認されている。日本相撲協会は、1757年（宝暦7年）に縦一枚形式の番付が初めて発行されたのを番付の初例と公認している。大坂相撲では、1869年（明治2年）3月場所より江戸時代からの横東西二枚番付を、初めて縦一枚番付の江戸風に改めて発行した。古番付の記録として最古のものは、1699年（元禄12年）5月に京都岡崎天王社において勧進相撲が興行された時のもので、三役の名称もこの番付が初見である。大坂で最古の番付は1702年（元禄15年）4月、大坂堀江勧進相撲公許興行の時のもので、以後享保年間の頃より大坂・京都番付を多くみる。

### 番付表の構成
縦長の用紙の中軸を上下縦長に貫いた後で、左右をそれぞれ五段に分けた枠構成になっている。横書きで書かれる文字はすべて右から書かれている（例：「司行」、「事理」）。
- 中軸 - 上から順番に
  - 「蒙御免（ごめんこうむる）」 - 江戸時代に相撲興行（勧進相撲）の許可を寺社奉行から得たことを公言したことの名残。
    - 1930年（昭和5年）4月29日に行われた天覧相撲のおりに発行された番付には「賜天覧（てんらんをたまわる）」と書かれた。
    - 絵番付には「爲御覽（ごらんのため）」と書かれる。

  - 開催年月日と開催場所 - この部分は、現代の番付表では、「○○（元号）○年○月○日ゟ十五日間於○○○（開催場所）大相撲挙行仕候」の形式で書かれる。両国国技館の場合は「國技館」と記載。地方会場で施設命名権の制度を取っている場合はそれに準じて記載される[注 14]。
  - 行司一覧。現在の番付では6段構成で次のように書かれる。
    - 最上段 - 立行司。
    - 2段目 - 三役格行司。
    - 3段目 - 幕内格行司。
    - 4段目 - 十両格行司。
    - 5段目 - 幕下格行司または幕下・三段目格行司。
    - 最下段 - 三段目・序二段・序ノ口格行司または序二段・序ノ口格行司。
    - それぞれの格の行司の人数により、三段目格行司は5段目に書かれたり最下段に書かれたりする。
    - 立行司がいない場合は、最上段を三役格行司とし、以下通常と同様の5段構成となる。

  - 審判委員[注 15] 一覧。
  - 「公益財団法人日本相撲協会」の文字および所在地[注 16][注 17]。
- 最上段 - 幕内力士。右半分に東方、左半分に西方力士を配しており、右端から左端に向けて地位が下がるように順番づけられている（二段目以下の力士、及び役員・行司・呼出し・床山も同様）。地位に応じて文字幅を変化させており、横綱が幅7分5厘（約2.8 cm）、大関が6分5厘（約2.5 cm）、関脇・小結が5分5厘（約2.1 cm）取って、残りを平幕の枚数で割る。
- 二段目 - 十両・幕下力士。十両力士が幕下力士よりも大きく太い字で書かれている。
- 三段目 - 三段目力士。
- 四段目 - 序二段力士。
- 最下段 - 序ノ口力士及び役員。
  - 東西ともに右から約5分の1に序ノ口力士、残りの部分に役員を書く。
  - 右側 - 右から順番に役員（理事[3]・副理事・役員待遇・委員）・若者頭・世話人。
  - 左側 - 右から順番に
    - 年寄（委員の続き[注 18]・主任・年寄・参与）・呼出し（十枚目（十両）呼出し以上のみ掲載）・床山（一等以上のみ掲載）[注 19]
      - 呼出しは立呼出し・副立呼出し＞三役呼出し＞幕内呼出し＞十枚目呼出しの順、床山は特等床山＞一等床山の順に、文字の大きさ・高さが、大きく高い文字から小さく低い文字になるように書かれる。

    - 「此外中前相撲東西ニ御座候（このほかちゅうまえずもうとうざいにござそうろう）」 - 番付外に本中、前相撲力士が東西にいる、という意味で、このうち本中は廃止され前相撲のみが現在も残っている。なお、幕下付け出し及び三段目付け出しも初土俵の場所は番付には記載されないが「番付外」とは呼ばれない。
    - 「千穐万歳大々叶（せんしゅうばんざいだいだいかのう）」 - 千秋楽までの土俵の無事と大入り満員を祈願する言葉。

番付に四股名が書かれるときの文字のサイズは、横綱が一番大きく書かれており、大関以下、地位が下になるほど小さく細くなっていき、序ノ口の力士はもはや肉眼で見ることが困難なことから俗に「虫眼鏡」と呼ばれるほどである。中軸の行司や、最下段の年寄・呼出・床山も同様である。
1994年（平成6年）5月場所までは、三役の各地位に3人以上いる場合は、3人目以降を左右の余白に枠をぶら下げて記載していた（張出）。1990年代に力士数が急増すると余白を取る余裕がなくなったため、1994年（平成6年）7月場所以降は張出制度が廃止された。
年寄・若者頭・世話人・呼出・床山等の掲載範囲および記載位置は、時代による変遷の多い部分となっている。
「若者頭」は1910年（明治43年）1月場所に初めて番付に記載され、大坂相撲では1914年（大正3年）5月場所に初めて番付に記載された。「世話人」は1949年（昭和24年）5月場所に初めて番付に記載された。「呼出」も1949年（昭和24年）5月場所に初めて番付に16人が掲載されたが、寛政年間（1789年 - 1801年）の番付に「呼出し」の文字が確認されている。若者頭・世話人・呼出に関しては、1960年（昭和35年）1月場所からしばらくは記載されていなかったが、1994年（平成6年）7月場所から復活。番付中央の行司の欄の下に若者頭・世話人・呼出の順に記載された（呼出は立呼出・副立呼出・三役呼出・幕内呼出・十両呼出が記載されて幕下呼出以下は記載されない）。これに伴い審判委員を削除して最下段の委員の欄に一括した。
2004年（平成16年）3月場所より審判委員（職階は主任や年寄・参与であっても〈審判委員〉に一括される）を10年ぶりに行司の下に記載し、若者頭・世話人・呼出は最下段の年寄欄の左に記載された。また2008年（平成20年）1月場所からは、床山の最上位である特等床山（床邦、床寿）の名も記載されることになった。ちなみに若者頭・世話人・呼出が1950年代に記載された頃、「木戸部長」、「桟敷部長」（1956年（昭和31年）3月場所の番付より、名称を一括にして「主任」に改称される。それまでは一時「木戸主任」「桟敷主任」と表記されたこともある）という役職も番付に記載されたことがあった。
また理事長が停年前に理事長職を辞し、停年退職まで「相談役」として番付に掲載（2000年（平成12年）以降では境川尚、時津風勝男、武蔵川晃偉、放駒輝門）されることもある。1959年（昭和34年）10月に発行された『大相撲』に「定年（停年、以下同）制実施の要綱」の記事に「定年になって種々の関係から残ってもらいたい、というときに相談役とするのであるが、従来による功労による相談役ではなく（中略）、相談役は番付にも掲載されない」とあり、時津風理事長の時代、武藏川（当時、出羽海）らが中心になって停年制実施を改革の一環として行ってきたが、1974年（昭和49年）3月場所の番付に、「相談役 武藏川喜偉」とある。当時新理事長に就任した春日野の要請で、皮肉にも自らが“停年延長”を前例として残すことになり、停年を迎えたにもかかわらず相談役という肩書で番付に年寄名のまま残すこととなった。
2014年（平成26年）1月27日、内閣府が相撲協会を1月28日付で公益財団法人として認定したのに伴い、同年3月場所の番付より「日本相撲協会」の右上に「公益財団法人」と記載されるようになった。また公益法人となったため、役員の規定が変更され評議員として、当時の評議員のうち年寄でもあった南忠晃（湊川）、平野兼司（山響）、佐藤忠博（大嶽）の3名が、番付の左側（西方）最下段の序ノ口の左隣に「評議員」と書かれ本名で記載された。また、これまでの「日本相撲協會」の「會」（旧字体）が「会」（新字体）に改められた。なお、力士出身の評議員は、現役年寄以外の者が就任した場合には番付には記載されない。

#### 力士等の情報の記載
番付表には力士の地位、出身地、四股名が表記される。
最上部には力士の地位が記載される。幕内力士については、そのまま「横綱」「大関」「関脇」「小結」「前頭」と表記されるが、十両以下についても番付表記上は全員「前頭」の扱いとなる。十両力士については一人ずつ「前頭」と明記されるが、幕下以下の力士については数個の「同」表記で済ませる（幕下については文字同士をつなげて「同司司...」と表記され、三段目以下はさらに文字が簡略化される）。
地位の下に書かれる出身地は、地位や四股名よりも小さめの文字で書かれる。江戸時代は藩名（お抱え大名の地域）で書かれることもあったが、明治以降は該当力士の出身地が表記されることになった。当初は律令国別だったが、1934年（昭和9年）5月場所より横綱以下全力士の国別出身地名が表記され、1948年（昭和23年）5月場所より出身地名を含む都道府県名の表記、1956年（昭和31年）3月場所より全て都道府県名で表記されるようになった。幕下以下の場合は、実際の出身地にかかわらず、〈江戸〉（江戸時代）または〈東京〉（明治以降）の表示でまとめられることが昭和初期まで多かった。外国出身力士については国や地域名で表記されており、アメリカ合衆国は「米国」、大韓民国は「韓国」、中華人民共和国は「中国」、台湾は「台湾」、その他の国は日本語発音に基づくカタカナ表記となっている。
出身地として表記される地名・国名に厳密な定義はなく、自己申告に基づき、本人と何らかの縁のある地名を表記している。このため本人の意向により変更されることがある。外国を出身地としていた力士が日本国籍を取得しても出身地が日本国内に変更されることは稀であるほか、当時在日韓国人であることを公表し韓国名を本名としていた金開山や栃乃若なども生まれ育った日本国内を出身地としており、番付上の出身地は必ずしも国籍を表すものではない。また、幕下付出力士の場合は初土俵を踏んだ場所の取組において本籍地がそのまま場内に紹介されてしまうことがあり、上林（番付上の出身地は山形県）は近畿大学の所在地である大阪府、山口（当時の番付上の出身地は東京都、のちに番付上も福岡県に変更）は祖父の出身地である福岡県が出身地としてアナウンスされ、いずれも場所中に訂正された。
下半分に四股名が表記される。その表記について、過去の番付においては「高」の字をはしご高（髙）で書くことがあったり（現在の番付では「高」と「髙」は完全に区別して書かれている）、また番付の字はおおむね極端な長方形でできている。そのためデザイン的な理由から、偏（へん）と旁（つくり）を上下に並び替えることなど自由自在である。バランスをとるために〈木へん〉や〈山へん〉をかんむりのように書く（松→枩、峰→峯、嶋→嶌などのように、同様に「梅」の字も「木」の下に「毎」を書くことがある。また「海」の字の場合は「毎」の下に「水」を書く（𣴴）。平安時代初期の僧空海もこのような字を書いたことがあり、これらは実際に昔からある書き方である）、特に番付下位では略字を使うような、本来の正確な四股名とは異なることがあるので注意が必要である。
改名力士及び年寄名跡に変更がある場合は、改名力士は出身地と新しい四股名の間に小さく「○○○（旧四股名）改」（以前は「○○○改メ」と書かれた）と書かれるが、幕内だけは出身地の右側に小さく書かれる。現役引退して年寄になる場合や、名跡変更の場合は新しい名跡（年寄名）の上に同様に書かれる。下の名のみの改名の場合は記載されない。なお、行司や呼出（番付掲載者）が改名した場合は、改名者の新しい名前の右肩に小さく「○○○（旧名）改」と書かれ、行司の場合は旧名は下の名前のみ書かれる。番付に掲載されている床山が改名した事例は過去にないが、その場合でも恐らく行司や呼出と同様の表記になると考えられる。これらの改名については、改名届を提出してから最初の番付編成会議において反映される。

### 作成
行司が書く番付表（原版）を「元書き」 といい、ケント紙（縦109cm、横79cm）を鯨尺で測って線引き（枠書き）をした上で毛筆により手書きで書き込んでいく。どこからどのような順序で書き込んでいくかは歴代の各代の番付書き手の行司の裁量に委ねられている（3代木村容堂は幕下から、2代木村要之助は序二段から着手するなど）。また番付の作成の際には、大きさや太さの異なる文字を表現するために、複数の種類の筆が用いられる（これも具体的に何種類の筆を用いるかは各行司の裁量に委ねられており、例えば序ノ口などの小さな文字には、毛が抜けて穂先だけになった筆が用いられることがあったという）。
原版の「元書き」は、近年ではデータ化してのデジタル印刷により（少し前までは写真製版により）、愛媛県産の川之江和紙（縦58cm、横44cm）に、縦横それぞれ約半分、面積にして約4分の1の大きさに縮小印刷され、毎場所約60万部ほど発行される。「元書き」は開催場所の会場（国技館など）に掲出される。

#### 番付表を書いてきた行司等の歴代
- 根岸治右衛門兼吉（1887年 - ）
- 千田川喜三郎（大阪三役格行司・木村喜三郎、1932年 - 1942年）
- 小川治三郎（1942年 - 1944年）
- 5代式守鬼一郎（初代式守伊三郎時代の1944年 - 1951年9月場所）
- 5代式守勘太夫（1952年1月場所 - 1966年9月場所、1958年3月場所を最後に行司（三役格）を引退するが、その後も6代鏡山勘太夫として停年（定年。以下同）退職するまで番付を書いた。読売新聞東京本社発行の雑誌「大相撲」（現在は刊行せず）の表紙題字  で有名）
- 10代式守与太夫（1966年11月場所（式守清三郎時代） - 1982年9月場所）
- 6代木村庄二郎（1982年11月場所 - 1984年11月場所）
- 2代木村容堂（1985年1月場所（3代木村林之助時代） - 2000年1月場所）
- 10代式守勘太夫（2000年3月場所（式守敏廣、9代式守與之吉時代） - 2007年9月場所）
- 3代木村容堂（2007年11月場所（木村恵之助時代） - 2023年1月場所）
- 2代木村要之助（2023年3月場所 - ）

### 字体
江戸時代中期の元禄年間（1688 - 1703年）には、歌舞伎、寄席、相撲の看板はいずれも御家流（青蓮院流、尊円流ともいい尊円法親王の書法を伝えたもの）の文字で肉太に記されていた。1757年（宝暦7年）の江戸最初の番付もそれで書かれているが、寛政年間（1789 - 1800年）には現在の番付の原型にほぼ落ち着いている。以降、幕末から明治にかけて横棒（横画）の運筆が太くなるなど、歌舞伎（勘亭流）や寄席（寄席文字）の番付とは一線を画するようになった。その名を番付の版元根岸家（江戸時代の三河屋）にちなみ「根岸流」と呼ばれ、現在では主に「相撲字」と呼ばれる独特な書体で書かれる。

### その他の番付表あるいはそれに類似するもの
- 本場所興行の際、東京場所では国技館の櫓の中ほどに、地方場所では開催会場の入り口付近に「板番付」が興行する場所に宣伝として掲げられる。総ヒノキ製で高さが約2メートル、幅が1.5メートルあり、幕下格行司と三段目格行司が3人がかりで4 - 5日かけて書き上げる（製作中〈「最後の仕上げ」[6]〉[7]、完成〈「できあがった板番付」[8]〉）。なお板番付では出身地と四股名の間を詰めて書かれるので、改名力士についての「○○○（旧四股名）改」は書かれない。場所が終わるとかんなで削って文字を消し、また同じ板に翌場所の番付が書かれる。板番付は紙番付よりも歴史は古く、興行地において力士の顔ぶれを記したいわば立看板的な役割を果たしていた[9]。現在の板番付は、屋根に当たる部分が「入山形」と呼ばれる「入」の字形に作られるが、これは大入り満員を祈念したものである。
- 相撲部屋の稽古場の壁に下げられる木製の札を「番付札」（伊勢ヶ濱部屋の番付札）といい、一枚ごとに所属部屋力士の四股名が書かれている。横綱を先頭にして地位の順に並べられる。部屋によって並べ方が違うが、親方（年寄）、行司、呼出、床山の名も同様に並べられる。歴代の関取の四股名を揚げている部屋もある。
- 1957年（昭和32年）以前に部屋単位、またはいくつかの部屋の合同など、小集団の巡業を行うときは「巡業番付」が作られることがあった（1879年（明治12年） - 1881年（明治14年）頃の巡業番付、14代横綱境川浪右エ門の名がある[注 21]。横綱、大関など上位力士がいない場合は、その中の一番上位の力士を大関に据えるようにした。1939年（昭和14年）5月に角界一の大部屋、出羽海一門で巡業が行われ、その時作られた巡業番付には鏡岩のほかに、1月場所で優勝した出羽湊が大関に据えられている。現在では協会全体で巡業が行われるため巡業番付は作られない。
- 引退相撲や、年寄名跡の襲名披露興行などのために作成された番付も存在する。
- 歴史的には、古くは「偽番付」というものがあり、次のようなものが確認されている。
  - 宝暦3年（1753年）のものと称されるもの。架空の四股名を並べ立てたもので、当時まだいなかったはずの式守伊之助が掲載されている。
  - 寛永元年（1624年）興行と銘打った番付。様々な時代の四股名を混ぜている。明治20年代の末、元横綱陣幕が横綱力士碑を建てるための資金集めの一環として創作したもの。

### 番付表の歴史
江戸の中期から後期には紙番付があったが発行はせいぜい場所ごとに数百枚程度であったとされ、番付自体も厳密な序列表ではなく、地位の変動を知らせるというより力士を宣伝する媒体であった。同じ理由で、当時対戦表と共に有料で販売されていたと推測される勝負付と呼ばれる勝負結果表も一般の相撲ファンが欲しがるものというよりマニア層向けのアイテムであった。
享保年間より番付は木版刷だったが、1917年（大正6年）からは幕内のみ木版刷として、十両以下を凸版印刷に変更。間もなくすべて凸版印刷に移行し、1948年（昭和23年）からはオフセット印刷に改められた。また幕末から明治にかけて、絵師による絵番付（版画で描かれている ）や明治以降には写真番付も製作された。
現存する絵番付としては、1860年（万延元年）2月に回向院境内で興行されたとき、絵師の一恵斎芳幾によって描かれた絵番付がある。写真番付は相撲版画がすたれ、写真が世に出回るようになった明治後期に出現し、戦後柏鵬時代まで約60年、好角家の目を楽しませた。1978年（昭和53年）11月場所、久し振りにカラーの写真番付が販売されたが、その後現在に至るまで発行されていない。
明治時代からは、大相撲の世界で番付は絶対的な上下関係であったことから序列表としての役割を持つようになり、番付上の地位の区別がより明確になった時期は1888年（明治21年）1月場所、十両（十枚目）がやや肉太に書かれ幕下との区別を明確にし、翌1889年（明治22年）5月場所には十両を個別に「前頭」と頭書きしてなお肉太に書き、関取格を判然と明示するようになった。
東京相撲で「横綱」の文字が初めて番付上に記載された時期は1890年（明治23年）5月場所であるが、大坂相撲ではそれ以前の1868年（明治元年）7月場所のことで、陣幕久五郎（12代横綱）が東方欄外に「薩州 陣幕久五郎 横綱土俵入仕候」と記載された。本場所で「横綱」の文字を表した時期は大坂でこの頃が初めてである。これ以降、大坂相撲では「横綱土俵入仕候」の文字が番付上に記載されるようになり、不知火諾右衛門（光右衛門改め、11代横綱、1870年（明治3年）3月 - 1872年（明治5年）7月）、八陣信藏（1872年（明治5年）7月 - 1874年（明治7年）6月）、高越山谷五郎（1873年（明治6年）7月 - 1874年（明治7年）6月）の3例が挙げられる。「横綱土俵入仕候」の文字は江戸相撲の巡業番付には見られ、阿武松緑之助（6代横綱）、秀ノ山雷五郎（9代横綱）のものが確認されている。
これ以前の番付で特筆されるものとして、弘化・嘉永年間（1845 - 1854年）、江戸相撲を引退した稲妻雷五郎（7代横綱）がお抱えの関係で雲州藩内で巡業を行ったとき、番付で「横綱」と明記されたものがある（東張出）。この番付表では「大関」はなく、代わりに「中関」となっていて、メンバー的には大相撲ならぬ「小相撲」の感が強い。
番付の版元としての権利は、相撲司家のひとつである根岸家が世襲していたが、1916年（大正5年）以降、番付の発行は相撲協会が行うこととなった（相撲字が苦手で年寄名跡を返上したともされる）。また、根岸家は年寄名跡「根岸」を受け継いでいたが、戦後、相撲界の合理化、民主化をはかるため、根岸家が自らこれらを相撲協会に返上した。相撲協会ではこの英断をたたえるため、「根岸」の名跡を「止め名」、廃家とした。これは年寄名跡が（一代年寄や準年寄は別にして）現在の数（105名跡）に定まった時でもある。
1917年（大正6年）1月の大坂相撲の番付には右側余白のところに「謹賀新年」の文字がある。これはスタンプではなく番付そのものに刷り込まれたもので、大坂相撲では番付は部外者が印刷、発行していたが、1913年（大正2年）1月より「大坂相撲協會番附部」の発行となった。つまりこの「謹賀新年」は協会公認のものである。当時、1月の番付は正月明けに発行され、年賀の代役を果たしていた。

### 特殊事情の場合
引退をした力士は、引退届を提出してから最初の番付編成会議において反映されて、番付から除かれる。そのため引退届の提出が番付編成会議から番付発表までの間であった場合、原則的には引退した後であっても番付に名前が残っている状態のままである。一方、通常の引退以外の事情が絡む場合（解雇・死亡など）は、その力士がいた地位を空位にすることもある。具体的な事例としては以下の通り。
- 1971年（昭和46年）10月に急死した横綱玉の海正洋の場合は、本来ならば翌11月場所の番付は西横綱に掲載される予定であったが、11月場所の新番付では玉の海の四股名ごと外されることとなり、西横綱の番付も空位としなかった。この場所から、北の富士勝昭（東横綱）が一人横綱の表記となった。結果的に形式上は不自然な番付にはならず、このケースは一般的には空位の事例として考えられていない。
- 玉の海とは全く逆のケースとして、1990年（平成2年）1月場所後、同年2月に急死した龍興山一人の場合は、翌3月場所の新番付は自己最高位の東前頭5枚目に削除されず掲載された。これは、龍興山が場所開催地の大阪出身であったことから、「四股名だけでも故郷に錦を飾らせたい」と相撲協会が配慮したことによるものである。
- 1976年（昭和51年）10月に朝日山部屋の相続をめぐっての騒動でトンガ王国出身の幕下以下の力士が廃業に追い込まれた際、11月場所の番付表では幕下以下のそれぞれの部分が空位とされた。
- 2007年（平成19年）11月場所では、時津海正博が西前頭11枚目に掲載される予定であったが、場所前に引退して年寄・時津風を襲名、番付表では時津風として表記されたため、重複を避けるため力士としては掲載されず、空位とした（1人分のスペースが空白となった）。これは幕内では1873年（明治6年）11月場所に、高砂浦五郎とそのグループ（改正組）を除名した際以来134年ぶりの措置であった（この時は、該当者が黒で塗りつぶされていた）。
- 2008年（平成20年）1月場所、時津風部屋力士暴行死事件に関連して心労を理由に休場した時津風部屋の3力士の番付は3月場所において据え置かれた[12]。戦後公傷を除き全休力士の番付が据え置かれたことはない[注 22]。この異例の判断は北の湖理事長によると「3力士とも捜査に協力しているため、社会通念上決めた」ということだった[13]。
- 2008年（平成20年）9月場所では、若ノ鵬寿則が大麻所持で逮捕、8月21日付で解雇され、東前頭8枚目を空位とした（1人分のスペースが空白となった）。番付発表後に露鵬幸生・白露山佑太の2力士が同じく大麻関連で解雇されたが、9月14日付の番付表では同じく空白となっている。2009年（平成21年）3月場所の番付表では若麒麟真一が2月2日付で解雇されたため、西十両筆頭が空位となった。
- 2010年（平成22年）1月場所後、西横綱朝青龍明徳が同場所中の不祥事により引退。形式上は自らの意思による通常の引退であり、番付編成会議後の引退であったが、番付発表まで約3週間の余裕があったために、敢えて四股名ごと削除することとなった。これに伴い、本来なら西横綱に載るはずだった白鵬翔が東横綱に回り、番付編成会議後の引退届提出により番付が変動するという極めて異例の措置となり[14]、この場所では幕内全体の人数も定員の42人より1人少ない41人となった。
- 2011年（平成23年）3月場所は大相撲八百長問題の影響により開催が中止されたことにより番付の発表も行われなかった。番付編成そのものは完了しており、本来の番付発表日の2月28日に十両以上のみの分のみが「順席」として公表され、3月場所で十両への昇進が決定していた力士を初めとする全力士はこれに基づいて遇されることになった。3月場所用の番付はその後、5月技量審査場所用に用いられることとなり、5月6日に新地位表が、解雇された蒼国来栄吉（後に復帰）、星風芳宏の名前を削除して幕下以下も含めて発表された。
- 2020年（令和2年）5月場所は、番付発表直後に新型コロナウイルス感染症の流行による緊急事態宣言延長を理由に開催が中止。同年7月場所の番付は新規に作成・発表されず、基本的に5月場所のものがそのまま有効（据え置き）となったが、5月場所番付編成会議後に引退・年寄を襲名した幕下の蒼国来と豊ノ島大樹、5月13日に新型コロナウイルス感染症により亡くなった三段目の勝武士幹士に相当する地位は事実上の空位となった。
- 2021年（令和3年）9月場所では、貴源治賢士の大麻使用（7月20日判明）により7月30日付けで懲戒解雇となったことに伴い、2008年（平成20年） - 2009年（平成21年）の大相撲力士大麻問題の場合と同様、貴源治の名前が掲載されるはずだった西十両9枚目が空位となった。
- 不祥事による引退ではないが、2021年（令和3年）11月場所の番付では、白鵬の正式な引退発表が番付編成会議後であったため、本来なら同場所の番付に白鵬の四股名が残るところ、その四股名が外されたため、同場所の番付では幕内力士が定員より1人少ない41人となり、番付編成上は不祥事により引退した朝青龍と同様のケースとなった。

## 番付に纏わるエピソード

### 江戸時代
- 1726年（享保11年）の番付に4代木村庄之助（史実としての初代とされる）の名前が見られる。ちなみに初代式守伊之助の名前は1767年（明和4年）の番付に見られる。
- 江戸相撲の最初期の番付（現存最古の1757年（宝暦7年）10月場所から数場所）は7段または8段編成で、それには本中・相中（中）や前相撲（前）の力士も7段編成の場合はそれぞれ下から2段目（上から6段目）・最下段（上から7段目）、8段編成の場合はそれぞれ下から3段目・2段目（上から6段目・7段目）・最下段（上から8段目）に掲載されている。その後しばらくの間は本中・相中・前相撲の掲載されない6段編成（上から5段目・6段目の頭書は「同」（前頭の扱い））の時期を経て5段編成が定着した。ただし、寛政期の一時期には6段編成で最下段が本中・間中（相中）となっている番付、1838年（天保9年）の2月場所と10月場所には5段編成ながら、本来最下段に書かれる序ノ口が序二段と共に4段目に書かれ、最下段が本中・間中（相中）となっている番付が発行されている。
- 1767年3月場所、荒熊が西方幕内格番付外で出場（相撲番付の歴史上、宝暦以降では初めて）した。これ以降、幕内格番付外で出場した力士は1932年5月場所の出羽ヶ嶽までのべ70人がいる。この中には1859年（安政6年）1月場所の陣幕、1882年（明治15年）1月場所の初代西ノ海がいる。西ノ海はこの場所が新入幕だった。
- 1768年（明和5年）11月場所は番付を欠き（番付が未発見のため）、2大関（岩根山、大矢嶌?、2人とも看板大関）の他幕内10力士は地位が不明。
- 1790年（寛政2年）11月場所で、西関脇に付け出された雷電爲右エ門が江戸本場所に初登場したが、東前頭3枚目に雷電灘之助がいたため、東西に“雷電”が相対する珍番付となった。
- 1794年（寛政6年）11月場所の番付で、当時6歳の大童山が怪童という触れ込みで、西方前頭に張り出された。これ以降、怪童で番付に載ったのは嘉永年間（1848 - 1854年）の鬼若、鬼勝、大童子。安政年間（1854 - 1860年）には柏嶽、大纒、舞鶴がいる。他に巨人力士として、1844年（天保15年）10月場所の生月、1863年（文久3年）11月場所の皆瀬川がおり、いずれも前頭に張り出されている。
- 1798年（寛政10年）3月場所の番付から、二段目以下の地位表示が「同」で一括されるようになった。それまでは二段目（宝暦年間は場所によっては三段目・四段目の一部も）の地位表示は1人ずつ「前頭」と書かれていた。この場所から1889年（明治22年）5月場所に十両の地位表示が1人ずつ「前頭」と書かれるまでは、二段目全体の地位表示が「同」を連ねた形となっていた。
- 初期の番付は、東西のそれぞれ幕内（上段）上側に書かれる東西の表示が、右側に「東方」「西方」、大関の上に「東方」「西方」で関脇以下の上に四股名1人ずつに「同同同...」、中央揃えで「東方」「西方」、「東ノ方」「西ノ方」、「東の方」「西の方」、「東之方」「西之方」など、場所によって様々に書かれ、統一されていなかった。 1819年（文政2年）11月場所の番付より、初めて「東」「西」とだけ書かれた番付が出現したが、それ以降もしばらくは場所によっては「東方」「西方」、「東ノ方」「西ノ方」、「東の方」「西の方」、「東之方」「西之方」などのように書かれた番付が発行されていた。このような単に「東」「西」とする以外の東西表示は1847年（弘化4年）10月場所を最後に消滅し、それ以降は全て単に「東」「西」とだけ書かれることが定着するようになった。
- 1863年（文久3年）7月場所、新関脇に昇進した陣幕は番付上では張出関脇となり、関脇の張出はこれが最初となった。ちなみに張出横綱（一人横綱の張出は除く）は1904年（明治37年）1月場所の大砲、張出大関は1890年（明治23年）5月場所の剣山、張出小結は1888年（明治21年）5月場所の嵐山、張出前頭は1793年（寛政5年）3月場所の関ノ戸がそれぞれ張出の最初である。

### 明治時代
- 大坂相撲において1869年（明治2年）3月場所の番付は、横綱（番付上は大関）陣幕以下幕内が22人。そのうち新入幕が17人もおり、その中にはいきなり小結に据えられた初代梅ヶ谷がいた。
- 1882年（明治15年）6月場所より、成績に応じて番付を編成するようになった。
- 1888年（明治21年）5月場所、京都相撲より東京相撲に編入した一ノ矢鶴吉は、当時関脇に一ノ矢藤太郎（のち大関）がいたため「達ノ矢」と改名した。
- 1890年（明治23年）5月場所では、横綱免許をうけた大関初代西ノ海（16代横綱）が、張出大関になることに不満をもらしたため、これをなだめるために同年5月場所で番付にはじめて「横綱」の文字をいれ、東に張出の形式で配置した。これをきっかけに、東西で東が上位の扱いを受けることになった[注 23]。
- 1892年（明治25年）6月場所新入幕の大砲は、番付には「大炮」と書かれた（読み方は同じ「おおづつ」、序二段時代の1888年5月場所に改名）。幕内で「大炮」と書かれたのは、この場所を含め1898年（明治31年）5月場所まで13場所中4場所あった。
- 1900年（明治33年）1月場所で常陸山が新関脇に昇進以降、1959年（昭和34年）1月場所の横綱千代の山の引退まで、出羽海部屋（常陸山の当時は「出羽ノ海部屋」）は約60年間138場所の間番付上に役力士の四股名を欠かすことがなかった。
- 1904年（明治37年）から1920年（大正9年）までの番付では、東京相撲協会の電話番号が記載されていた。
- 大坂相撲において1905年（明治38年）6月場所の番付で、前頭6枚目にい助治郎が新入幕。四股名が平仮名一字の「い」で、読み方は「かながしら」と呼ぶが、番付には「い助治郎」と書かれている。東京相撲で初めて「横綱」の文字が載った1890年（明治23年）5月場所の番付で、序ノ口西最下位にも「イ吉三」なる力士の四股名が載っている。1906年（明治39年）5月場所の番付では、前頭10枚目の白川寅太郎が、この場所5日目より四股名を「ステッセル」と改名している。「ステッセル」は場所中の改名だったため、この場所の番付には載らず、翌（場所の）1907年（明治40年）1月場所には、元の四股名「白川」に戻している（四股名#変わった四股名の項参照）。

### 大正時代
1909年（明治42年）6月場所、旧両国国技館開館とともに始まった優勝制度および東西制によって大正時代には変則番付が多くみられる。
- 1915年（大正4年）1月場所の番付は、西方に正横綱の太刀山、張出横綱の2代梅ヶ谷を据え、東方には横綱がいないという、変則番付となった。同様の番付は翌1916年1月場所の太刀山（西方正横綱）、鳳（同張出横綱）、1921年（大正10年）1月場所の大錦（西方正横綱）、栃木山（同張出横綱）など（逆に東方のみに横綱を据えた番付もある）がある。大錦、栃木山の場合は同じ出羽ノ海部屋の力士であり、さらに当時は東西制のため2人を東西に分けることは出来ない。違う変則番付として1918年（大正7年）5月場所の番付で、四横綱（大錦、鳳、栃木山、2代西ノ海）のうち張出横綱2人（栃木山、2代西ノ海）が同じ東方に張り出された（相撲番付の歴史上、横綱2人が同じ方屋に張り出されたのはこの場所のみ）。また四大関（九州山、千葉ヶ嵜、伊勢ノ濱、2代朝潮）のうち張出大関2人（伊勢ノ濱、2代朝潮）は同じ西方に張り出されている
- 大坂相撲において1917年（大正6年）1月場所、大関昇進を果たした朝日松は、前年暮れにトラブルを起こし師匠から破門され、晴れ姿は幻に終わった。この場所の番付には西大関朝日松清治郎の箇所に、「朝日松清治郎ハ昨冬除名仕候」という張り紙がされた。朝日松は以前にも東京相撲において1913年（大正2年）5月場所初日、控え力士として物言いをつけたものの受け入れられず、相撲を取らずに退場し破門され大坂相撲に復帰したことがあった。朝日松は翌6月場所に復帰を許され、前頭筆頭格として番付外で出場し、その後関脇まで番付を上げたが、再び大関にはなれなかった。
- 1918年（大正7年）1月場所で、史上初めて横綱・大関・関脇・小結・前頭の全てに張出（横綱：2代西ノ海、鳳、大関：伊勢ノ濱、関脇：両國、小結：黒瀬川、前頭：鶴渡）が設けられた番付が発行された。
- 大坂相撲において1923年（大正12年）5月場所前、「龍神事件」と呼ばれる大紛擾が起こり、幕下以下の力士らにて興行。紛争は大もめとなり、上州山と大木戸の両大関をはじめ多数の廃業力士が出た（幕内だけで20人の廃業、のち3人が復帰）。よって同年6月場所の番付は横綱宮城山をはじめ残留力士（幕内は横綱以下、関脇、小結が各1人、平幕13人の計16人）によって番付が改訂され幕内のみ片番付で興行した。
- 1924年（大正13年）5月場所、先（1月）場所優勝した栃木山は西の正横綱であったが、この場所の番付は東の張出横綱となった。東西制だったので東西が入れ替わって、西の正横綱は3代西ノ海、東の正横綱は新横綱の常ノ花で、優勝した栃木山が張出となった。この場所10勝1敗で8回目の優勝、翌1925年（大正14年）1月場所も同地位で10勝1分で9回目の優勝を3連覇で飾ったが、番付上では最後の場所となった翌同年5月場所は西の張出横綱であった。一説には1923年（大正12年）の関東大震災による両国国技館焼失の際、常ノ花後援会から多額の再建資金が寄付されたことに報いるためだったともされる。栃木山をなだめるため、彼の名は東西正横綱の常ノ花、3代西ノ海よりこころもち太く書き出され、「別格横綱」の意味合いが与えられたが、3連覇後の突然の引退表明には、これらの処置への不満があったのではないかとも言われている。
- 大坂相撲最後の本場所となった1926年1月場所は、当時日本の領土となっていた台湾の台北市で興行したが、番付には興行地は記載されなかった。

### 昭和時代
- 1927年（昭和2年）の東西合併から春秋園事件が起こった1932年（昭和7年）までの間、番付編成の基準はめまぐるしく変化し（東京開催と関西開催を交互に行う年4場所制だったが、東京場所の番付は東京場所の成績を基準に作成され、関西場所も同様に作成された、など）、力士の地位・出世にも影響を及ぼした。
- 東西相撲合併後の1927年（昭和2年）1月場所、年寄定員88名に大阪方17名を加え105名に増員（うち2名は一代年寄）。この場所の番付の「年寄」の欄には現在の番付と違い、「年寄」と書かれた下部に小さく「イロハ順」と書かれており、いろはの順番に年寄名が記載されていた。
- 1928年（昭和3年）10月、広島に於いて晴天11日間興行されたが、今後関西本場所は番付を発表せず、直前の東京場所番付をもってすることとなった（1932年（昭和7年）10月、関西本場所廃止まで）。
- 1931年（昭和6年）1月場所千秋楽、横綱宮城山が引退を表明し、次に編成された5月場所の番付は、1890年（明治23年）5月場所に『横綱』の地位記載を始めて以来初めて横綱不在の番付（翌1932年（昭和7年）10月場所まで）となった。
- 1931年（昭和6年）5月場所の番付は、西方幕内を出羽海部屋力士が独占した。大関大ノ里以下20人がすべて出羽海部屋所属である。これは大相撲史上空前絶後の記録で、十両も22人中10人と半数近くを占めた。対する東方幕内は立浪部屋の3人が最多だった。
- 1933年（昭和8年）1月場所の番付は前年に起きた春秋園事件で発足した、錦洋一派の大日本相撲連盟から脱退し、協会へ帰参した幕内格12名、十両格8名は協会脱退当時（1932年（昭和7年）1月）の順位で東西を分けず、地位も記さず別席として四股名を連ねた番付を別に添付した。この場所の番付は従来より小型となった。翌5月場所には元の大きさに戻った。
- 1933年（昭和8年）2月、天竜一派の新興力士団が「大日本関西角力協会」を結成。大阪で第一回本場所開催のおり発行された番付（東西制はなく片番付様式）には大関天竜、関脇大ノ里、小結錦洋以下力士41人。行司（番付には行司ではなく「審判員」と書かれている）7人（この中にのちの24代木村庄之助（当時は初代式守伊三郎）がいる）。他に「事務員」「拡声係」「桟敷係」「世話人」が書かれている。
- 1934年（昭和9年）5月場所の番付より、幕下以下の力士全員の出身地名が記載された。
- 相撲界を揺るがした「春秋園事件」も1937年（昭和12年）暮れに関西角力協会がついに解散。それに伴い帰参した力士の番付編入は厳しい扱いだった。1938年（昭和13年）1月場所の番付では帰参力士は脱退時の番付地位より一段下に編入。関西の入門者で幕内・十両となった者は幕下に、それ以下の者は新弟子扱いとなった。
- 1939年（昭和14年）1月場所、日中戦争（支那事変）の激化で応召・入営力士が増え、番付にはその力士の上に「応召」・「入営」と書き加えた。1940年（昭和15年）5月場所には応召・入営力士は番付の欄外に一括された。
- 1939年（昭和14年）5月場所の番付編成において、1月場所4日目の前頭3枚目安藝ノ海戦で、連勝記録が「69」で止まった横綱双葉山は9勝4敗と振るわなかったが、11勝2敗と双葉山より成績の良かった横綱男女ノ川を差し置いて、連勝記録の実績を評価され東正横綱に据えられた。
- 1941年（昭和16年）1月場所で安藝ノ海、五ツ嶌の同時大関昇進で、前田山を含めて番付の東方に3大関が並んだ（西方は羽黒山1人）。これは1919年（大正8年）1月場所（西方に2代朝潮、千葉ヶ嵜、伊勢ノ濱。東方は九州山1人）以来22年ぶりの変則番付となった。
- 1942年（昭和17年）1月場所の番付より、機密隠匿のため応召および入営力士の欄外張出はされなくなった。
- 1944年（昭和19年）11月場所後の番付編成会議は、力士の応召などの関係から次場所（1945年（昭和20年）5月場所）開催の1ヶ月前に行うことになった。その5月場所は空襲の影響により6月に順延となった。
- 戦後初の1945年（昭和20年）11月（秋）場所の番付はザラ紙の小型版で序ノ口力士はなく、記載力士はわずか216人だった。またその次の1946年（昭和21年）11月場所も序ノ口力士が1人もおらず、その次の1947年（昭和22年）の番付では3場所ぶりに序ノ口力士が復活したが、その場所のみ例外的に序二段力士と序ノ口力士が同じ下から2段目（上から4段目）に書かれた。
- 1948年（昭和23年）5月場所で、横綱・大関・関脇各3人の番付ながら張出を設けず、すべて枠内に四股名が記載された番付となった。翌10月場所も横綱・大関各3人がすべて枠内に書かれた。このときはこの2場所のみだったが、1994年（平成6年）7月場所に張出制度が休止されて以降、番付は張出なしのまま現在に至っている。
- 1951年（昭和26年）5月場所の番付編成で、三役格行司の8代木村庄三郎（のち19代式守伊之助）を新設された副立行司に昇格させ、立行司の13代木村玉之助が同じ副立行司に格下げとなった。同年9月場所にも三役格行司2代木村正直（のち23代木村庄之助）が副立行司に昇格となった。
- 1955年1月場所と3月場所の番付で、いずれも4横綱の番付ではあるが、両場所とも東方は正横綱（1月、3月場所：千代の山）、張出横綱（1月場所：鏡里、3月場所：吉葉山）各1人、西方は2人とも正横綱（1月場所：栃錦、吉葉山、3月場所：栃錦、鏡里）という珍しい番付となった。これは二場所とも東方に大関が三根山1人で西方には大関が不在のためである。
- 1956年（昭和31年）3月場所の番付は1918年1月場所以来38年ぶりに、横綱・大関・関脇・小結・前頭に張出（横綱：栃錦、千代の山、大関：松登、関脇：羽嶋山、小結：鶴ヶ嶺、前頭：星甲）がある番付となった。翌5月場所も同様（横綱：鏡里、千代の山、大関：松登、関脇：出羽錦、小結：羽嶋山、前頭：二瀬山）に各地位に張出がある番付となった。
- 1957年3月場所の番付で、平幕が東西23枚と史上最多（同年9月場所も）となった。ちなみに、戦後において一場所最多の幕内力士数は、同場所より11月場所まで4場所続いた58人。また十両もこの4場所は東西23枚46人（十両は1958年（昭和33年）のみ6場所連続、東西24枚48人が最多）おり、関取が実に104人という時代であった。同じく一場所最多の横綱及び三役の力士数は1961年（昭和36年）9月場所と翌11月場所の15人。逆に一場所最少の幕内力士数は、1967年5月場所から1971年11月場所の34人。
- 1959年5月場所は、東横綱栃錦と東張出横綱初代若乃花がともに14勝1敗で優勝決定戦となり、若乃花が優勝したが、翌7月場所の番付では優勝同点の栃錦が東横綱にとどまり、若乃花は西横綱だった。「優勝決定戦での勝敗それ自体は番付に影響しない」原則がはじめて明確に示された形であり、その後も同様のケース（1971年1月場所の大鵬 - 玉の海や1988年3月場所の大乃国 - 北勝海など）のたびに、優勝力士が同点力士の下位に留めおかれるのは不合理ではないかとの議論を呼んだ。1997年9月場所後の理事会での改定により、現在では同地位の力士同士の決定戦で下位の力士が優勝した場合、翌場所の番付では優勝力士を上位にまわすことになっている。
- 1960年1月場所、これまでの番付を改め「取締」「理事」を東方の最下段に、「勝負を司る者を中央に」という考察で「勝負検査役」を中央部の「行司」の欄の下部に配した。「若者頭」については51年ぶり、「世話人」「呼出」については11年ぶりに削除した。また協会の所在地を番付に初めて記載した。
- 1960年1月場所の番付で、1959年10月3日に春日野（元横綱栃木山）が亡くなり、弟子の横綱栃錦が現役のまま春日野を襲名することになり、1958年に廃止された二枚鑑札を特例として認められ、現役引退する5月場所まで年寄の欄にも「春日野清隆」と記載された。
- 1960年7月場所後に興行された、秋田県大館巡業において作られた板番付には、東方張出大関の柏戸は枠外に書かれているのに、同じ東方で枠内に書かれている関脇の若三杉（のち大豪）は、普通なら東の正関脇のはずが何故か「関脇」の文字の上部に、小さく「張出し」と書かれている。
- 1961年11月場所、大関・関脇・小結は張出がある番付で、横綱（初代若乃花、大鵬、柏戸、3代朝潮の4人）のみ、張出を設けず4人を正横綱とし枠内に記載された番付となった。途中朝潮の引退もあったが、この様式の番付は翌年3月場所まで続いた。
- 1963年3月場所の番付は西前頭9枚目宇多川の四股名が誤記により「宇田川」で発行。番付発表後、部屋より苦情があり一門用に「宇多川」と訂正した番付を少数だけ再印刷した。
- 1968年1月場所の番付では、前場所三段目や序二段で全休した17人と全敗した1人を50枚から100枚余分に下げすぎていたことによる大量の誤編成が発覚した。中には三段目が序ノ口に落とされていた例もあった。これまで数人の力士の番付編成を誤って作ったことはあるが、今回のように多人数の力士の編成を誤ったのは、長い大相撲史上にも前代未聞のことであった。当場所初日に当たる1月14日に訂正発表があり、協会では誤りのあった力士を訂正した地位へ挿入する形を取り、序二段については順次繰り下げられ、序ノ口については順次繰り上げられた。下位力士との理由で訂正番付は再印刷されず、相撲協会と相撲博物館は、既に刷り上がっている番付に訂正を加えて「正式番付」として保存する措置を取った。当時の秀ノ山理事（元・笠置山勝一）の話によれば、全休・全敗力士は番付編成を進めるときにその対象から外し、編成終了時に適当な所にはめこむ形を取っており、今回はうっかりして下位の18人を1段間違えたり、数十枚も間違えていたとのことだった[15]。
- 1972年5月場所、前場所直前に25代木村庄之助が廃業、協会は11月場所まで庄之助を空位にすると発表したため立行司が22代式守伊之助1人となった。1960年1月場所以降立行司（2人）と三役格行司（3人）は二段に分けて書かれていたが、バランスをとるため伊之助の横に三役格3人を並べて書いた。その後庄之助と伊之助が揃っても5人並べて書かれていたが、1985年1月場所から再び立行司と三役格行司は二段に分けて書かれるようになった。
- 1972年9月場所、十両で初の公傷制度が適用され、大潮と鷲羽山が前場所の番付と同地位で張り出された（大潮は東5枚目、鷲羽山は西10枚目）。その後、1976年（昭和51年）5月場所に十両の公傷休場力士の張出扱いを休止した。
- 1972年11月場所の番付で東前頭14枚目福の花の四股名が行司の誤記により「福ノ花孝一」と書かれた。
- 1974年1月場所の番付で西大関大受の出身地が誤記により「青森」に。石油危機により再印刷をせず、既に印刷済みの番付に「北海道」と正しい出身地を書いた紙を貼り訂正した。関係者には訂正再印刷した番付を発行。
- 1975年3月場所の番付は、1948年10月場所以来27年ぶりに張出のない番付となったが、横綱から小結まで2名ずつという純粋に人数ぎりぎりになったのは昭和以降初めてであった。
- 1980年9月場所5日目より幕内格行司木村筆之助が糖尿病により長期の病気休場となった。取組中力士と接触したり、勝負が決まる前に転倒するなど失態が多かった。晩年の1984年（昭和59年）1月場所より“別格扱い”となり、番付の行司欄最下位に記載されるようになり、土俵に復帰することなく同年5月場所前に亡くなった。
- 1981年9月場所の番付は大関不在のため東西の正横綱、北の湖と千代の富士が「横綱大関」となる。大関不在の変則番付は1905年（明治38年）1月場所（2代梅ヶ谷、常陸山の東西正横綱が「横綱大関」となる）以来76年ぶり。
- 1983年（昭和58年）5月場所の番付編成において、大関にも公傷制度を適用することとなった。同年9月場所8日目に朝潮が横綱隆の里戦で膝を痛めて休場し、大関公傷適用第1号となった。
- 1984年1月場所の番付で、西方序ノ口に張出（公傷扱いによる）が書かれた番付が発行された。最下段の「千穐万歳大々叶」と書いてある左側（西方）欄外にごく小さく「小岩井昭和[注 24]」と書かれてあった。当時は番付に公傷制度による張出が幕下以下にも度々見られたが、序ノ口の張出はごく稀なケースである。
- 1985年（昭和60年）1月場所より新国技館で開催されたが、番付には「両国國技館」ではなく「國技館」と、「両国」の文字は入らなかった（蔵前国技館時代の番付には「藏前國技館」と書かれていた）。

### 平成時代
- 1989年1月場所の番付において、前場所序二段東114枚目で7戦全勝だった二子桜（のちの幕内・力櫻）は、内規により三段目に昇進できるはずだったが、発表された番付では序二段東44枚目に据え置かれていた。これに師匠の二子山理事長（元横綱初代若乃花）が抗議し、二子桜は1月場所を三段目最下位格扱いで相撲をとった。審判部が、前場所の序二段の優勝決定戦での二子桜の敗戦を本場所でのそれと勘違いしていたことによるミスであった。
- 1992年5月場所の番付より、立行司の代数が記載されるようになった。当時木村庄之助は28代、式守伊之助は26代であった。
- 1994年（平成6年）5月場所の番付で、同じ四股名の力士が記載されるミスがあった。序二段西101枚目と序ノ口東30枚目の力士はいずれも「小谷」。二人は兵庫県出身の兄弟で、序二段が兄で二子山部屋、序ノ口が大鵬部屋の力士。弟は3月場所初土俵で、5月場所初めて番付に四股名が載った。弟は「大小谷」で四股名を届けたはず、と首をかしげたが、結局急遽改めて改名届を提出し、5月場所は「大小谷」で土俵に上がった。またこの場所の番付に掲載された力士は934人となり史上最多となった。
- 1994年7月場所の番付で、前場所までの「審判委員」（1968年1月に「勝負検査役」より改称）が、1887年（明治20年）1月場所の番付に初めて「勝負検査役」を記載以来番付から消え、1959年11月場所以来、「若者頭」「世話人」「呼出」が番付上に復活した。同時に、「委員」「年寄」は就任年月日順に番付に記載されるようになった。なお、「呼出」は立呼出・副立呼出・三役呼出・幕内呼出・十両呼出が記載されて幕下呼出以下は記載されない。
- 1994年10月20日、2日前に停年退職した若者頭・伊勢錦の後任として同年9月場所、西幕下15枚目で1勝6敗に終わった花ノ国が若者頭に就任する事が承認され同年11月場所は現役力士と若者頭の同一人物の番付面での重複を避けるため、幕下は東方が従来の60枚目まであったのに対し、西方は花ノ国の名が抜かれ1枚減らされ、59枚になっている。
- 2000年9月場所後、序二段力士持丸は四股名を「挑持丸（ちょうじまる）」と改名する旨届け出たが、番付には「桃持丸」と誤記され（読みはちょうじまる）、それを正式名として一場所を勤めた。翌11月場所終了後に再び改名届けを出し2001年1月場所から改めて「挑持丸」となった。この一場所限りの改名は誤記によるものとはいえ正式に協会の記録として残っている[16]。
- 2008年9月場所の番付より前場所までの「呼出」の表記を、1950年代に記載された頃の「呼出し」と改めた。
- 2009年3月場所の番付より、三段目格行司を幕下格行司と同列にして文字の大きさも前場所より若干大きく書き、序二段格行司以下にスペースが広くなったため、同様に序二段、序ノ口格行司も前場所よりやや大きめに書かれるようになった。
- 2010年7月場所の番付は、一連の野球賭博問題で1週間遅れの7月5日発表（番付には「平成22年6月28日発表」と書かれてある）。新番付に掲載されたまま解雇となった大関琴光喜以下、謹慎となった幕内力士7人､十両・幕下力士7人が休場。大嶽（元関脇貴闘力）親方は解雇、時津風（元前頭時津海）・阿武松（元関脇益荒雄）両親方は降格の懲戒処分、武蔵川理事長（元横綱三重ノ海）以下11人の親方は当面の間謹慎という異常事態の場所となった。この際「謹慎処分を受けた力士の名前が番付に残ったままになる異例の事態」などという誤った報道が全ての民放キー局[注 25] でなされた。これらの報道について訂正等は一切なかった。
- 2012年1月場所の番付で、「若者頭」・「世話人」が右側（東方）左下に記載されるようになり、「呼出し」・「床山」は枠が拡大され、「床山」については前場所までは特等床山2名のみの記載だったが、この場所より一等床山13名が追加記載されるようになった。
- 2015年4月、グルジア政府からの要請を受けて通常国会で審議・可決された在外公館の名称及び位置並びに在外公館に勤務する外務公務員の給与に関する法律の改正法が公布・施行され、同国の日本語での呼称がロシア語読みの「グルジア」から英語読みの「ジョージア」に改められることになった。同年5月場所の番付はすでに作成済で、同国出身の西前頭筆頭栃ノ心剛、東6枚目臥牙丸勝の出身地は「グルジア」のままだったが、相撲協会公式サイト[17] や本場所の場内アナウンスなどでは「ジョージア」に改められ、7月場所からは番付表記も「ジョージア」となった。
- 2016年11月場所番付から年寄欄に「参与」が復活、停年後の再雇用者が記載された。なお、再雇用者の中でも、勝負審判をつとめている桐山（元黒瀬川）は、審判委員のところに名前が記載されている。
- 2017年3月場所千秋楽、西山-翠富士戦で取組中に西山のまわしの前袋が土俵につき、勝負審判の指摘により反則負けとされたが、相撲規則の勝負規定上では前袋が土俵についても負けにならないとされていた。 審判部長の二所ノ関（元：若嶋津）は誤審を認め謝罪、担当の勝負審判5人は厳重注意となった[18]。この勝敗が覆ることはなく、西山は西三段目17枚目で4勝3敗と通常では幕下に昇進できない成績となったが、翌5月場所の番付では西幕下60枚目に置かれた[注 26]。
- 2018年3月の役員改選で、評議員の中の力士経験者が現役年寄ではなく協会員のOBに全て交代した結果、5月場所番付には「評議員」の記載がなくなった。

### 令和時代
- 令和最初の本場所となった2019年（令和元年）5月場所の番付は、番付編成会議後元書きを作成した段階では新元号がまだ発表されておらず、「蒙御免」の下の開催年を記載する場所をいったん空欄のままとした上で、新元号発表を待ってそこに「令和元年」と書かれたが、その番付の発表日は平成31年4月30日だったので、その番付は発表年月日の「平成三十一年」と開催年の「令和元年」の新旧元号が同居する番付となった。
- 2022年9月場所の番付では、前の7月場所で自身が新型コロナウイルスに感染、または部屋に感染者が出たことにより休場した力士について、休場時点で既に勝ち越しが決まっていた力士は番付を上げ、休場時点で既に負け越しが決まっていた力士は番付を下げ、休場時点で勝ち越し・負け越しが決まっていなかった力士は番付を据え置くという基準で編成された。中でも角番大関の御嶽海久司は、2勝5敗8休と成績だけを見ると通常なら関脇に陥落する状況であったが、新型コロナウイルス感染による休場のため、9月場所は関脇に陥落せず角番大関の状態を継続して迎えることになった[19]。
- 2025年7月場所の番付では、この場所から7月場所は愛知国際アリーナ（施設命名権名称・IGアリーナ）を使用することになったため、「蒙御免」の下に「令和七年七月十三日ゟ十五日間於名古屋市北区名城IGアリーナ大相撲挙行仕候」と書かれ、大相撲の本場所の番付における史上初のアルファベット（ラテン文字）の採用となった[20]。会場前の御免札にも同様の表記がなされていた[20]。

## 転語
すでに江戸時代にはこの形式を借りて、古典園芸植物の品種や各地の名所、温泉、三味線演奏家、遊女、本拳（数拳／崎陽拳／豁拳）や藤八拳（東八拳）といった拳遊び、落語・講談などの寄席芸人や歌舞伎役者など、ありとあらゆるものをランク付けし、それを番付表として出版することが盛んに行われた。これら相撲以外の様々なものを番付にしたものは「見立て番付」「変わり番付」などと呼ばれる。
格下のものが上位のものを倒す「番狂わせ」などの言葉はここから発している。
「番付」は相撲以外のその他さまざまなものの順位付けの意味でも用いられる。
- 温泉番付
- ヒット商品番付
- 筋肉番付
- 竹本綱太夫門弟見立角力（江戸時代の見立て番付の一つ）